# Lincoln (Arkansas)
Lincoln é uma cidade localizada no estado americano de Arkansas, no Condado de Washington.

## Demografia
Segundo o censo americano de 2000, a sua população era de 1752 habitantes.
Em 2006, foi estimada uma população de 1964, um aumento de 212 (12.1%).

## Geografia
De acordo com o United States Census Bureau, a localidade tem uma área de 4,6 km², sem área coberta por água. Lincoln localiza-se a aproximadamente 449 m acima do nível do mar.

## Localidades na vizinhança
O diagrama seguinte representa as localidades num raio de 24 km ao redor de Lincoln.